# جنده‌ها (ترانه تو لو)
«جنده‌ها» (به انگلیسی: bitches) ترانه‌ای از خوانندهٔ سوئدی تو لو از سومین آلبوم استودیویی وی تحت عنوان لب‌های آبی (۲۰۱۷) می‌باشد. ریمیکس رسمی این ترانه به‌همراه چارلی ایکس‌سی‌ایکس، آیکونا پاپ، الیفانت و آلما در ۷ ژوئن سال ۲۰۱۸ به‌عنوان تک‌آهنگی منتشر شد.